# B&W Hallerne
B&W Hallerne (на английски: B&W Halls) е бивш индустриален комплекс, намираш се на остров Refshaleøen в Копенхаген, Дания. Построен е в началото на 60-те години на XX век от Burmeister & Wain. Комплексът се състои от две големи зали, които са се използвали за строене на кораби до 1996. Съоръженията се използват за културни и развлекателни дейности.
На 2 септември 2013, датският обществен радио-телевизионен оператор DR (Датското радио) съобщи, че B&W Hallerne е избран за място домакин на „Евровизия 2014“. Конкурсът ще се проведе в Зала 2, която ще бъде превърната в музикално място с капацитет 10 000 зрители. Заобикалящите я сгради ще се преобразуват в „Евровизионен остров“ („Eurovision Island“), който ще се използва за различни допълнителни услуги, свързани с конкурса.